# Мадеевка (Стародубский район)
Мадеевка — деревня в Стародубском муниципальном округе Брянской области.

## География
Находится в южной части Брянской области на расстоянии приблизительно 5 км по прямой на запад-северо-запад от районного центра города Стародуб.

## История
Упоминалась с конца XVIII века как хутор Мадеевский. В первой половине XIX века объединён с соседним хутором Шкрябинским. С момента своего основания Мадеевка была деревней с крестьянским населением. Более ста лет деревня принадлежала наследникам Ф. Случановского. В середине XX века работал колхоз «Красная Мадеевка». В 1859 году здесь (деревня Стародубского уезда Черниговской губернии) было учтено 24 двора, в 1892 — 36. До 2019 года входила в состав Мохоновского сельского поселения, с 2019 по 2021 в состав Запольскохалеевичского сельского поселения Стародубского района до их упразднения.

## Население
Численность населения: 155 человек (1859 год), 217 (1892), 67 человек в 2002 году (русские 100 %), 69 в 2010.